# Эванс, Тимоти
Ти́моти Джон Э́ванс (англ. Timothy John Evans; 20 ноября 1924 — 9 марта 1950 года) — британский подданный, валлиец по национальности, казнённый по обвинению в убийстве собственных жены и дочери — преступлении, которого он, как впоследствии стало известно, не совершал.

## Биография
Тимоти Джон Эванс родился в Южном Уэльсе. В детстве болел костным туберкулёзом, вследствие чего не смог получить нормального образования и с трудом читал и писал. В 1935 году вместе с матерью и её вторым мужем переехал в Лондон, где недолго работал маляром, затем вернулся в Уэльс и работал на угольной шахте; в 1939 году вновь переехал в Лондон. В 1947 году женился.
В ноябре 1949 года его беременная жена и малолетняя дочь были убиты в их квартире на Риллингтон-Плейс. В январе 1950 года Эванс добровольно пришёл в полицию и был арестован по подозрению в совершении убийства. На суде он обвинял в совершении убийства Джона Кристи, своего соседа снизу, однако суд счёл вину Эванса доказанной и приговорил его к смертной казни через повешение. После суда Эванс находился в тюрьме Пентонвилл. 9 марта  смертный приговор был приведён в исполнение на территории тюрьмы палачом Альбертом Пирпойнтом. Спустя три года после казни были найдены доказательства того, что Кристи является серийным убийцей и, помимо семьи Эванса, убил ещё нескольких женщин в том же доме. В 1965 году останки Эванса были эксгумированы с территории кладбища тюрьмы Пентонвилл и перезахоронены на Римско-католическом кладбище святого Патрика в Лейтонстоуне. В следующем, 1966 году, Тимоти Джон Эванс был посмертно реабилитирован.

### Резонанс
Смертный приговор Тимоти Эвансу привёл к большому общественному резонансу и стал одной из самых известных судебных ошибок в истории. Он послужил одной из главных причин отмены смертной казни в Великобритании в 1965 году. Об истории Эванса было написано несколько книг и песен.

## В массовой культуре
- Тимоти Эванс является одним из персонажей британского фильма «Последний палач», повествующего о судьбе Альберта Пирпойнта, казнившего Эванса.
- В 1970 году по материалам дела Кристи был снят художественный фильм Риллингтон Плейс, дом 10 (1970) с Ричардом Аттенборо в главной роли. Съемки его частично проходили непосредственно в доме Кристи, и в похожем доме №6. Все дома на улице Риллингтон Плейс.
- В 2016 году был снят мини-сериал Риллингтон-плейс (2016), состоящий из трех серий, сюжет которого построен по истории Кристи.